# Паспорт громадянина Франції
Паспорт громадянина Франції випускається Францією для міжнародних поїздок. Крім того, паспорт є показником французького громадянства (але не доказом; володіння паспортом громадянина Франції лише встановлює презумпцію громадянства за законодавством Франції), спрощує процес отримання допомоги від офіційних консульств Франції за кордоном та інших членів ЄС в разі відсутності консульства Франції.

## Типи

Дипломатичний паспорт (passeport diplomatique)
Службовий паспорт (passeport de service)
Паспорт надзвичайного стану (passeport d'urgence)

Паспорт дійсний 10 років для повнолітніх осіб (від 18 років) і 5 років для неповнолітніх.

## Зовнішній вигляд
Французькі паспорти бордово-червоного кольору з гербом Франції, розташованому в центрі лицьової обкладинки. Слово «PASSEPORT» (укр. паспорт) розміщено нижче герба, вище нього розташовані написи «Union européenne» (укр. Європейський союз), «République française» (укр. Французька Республіка). Обкладинка біометричного паспорта, крім того, містить біометричний символ внизу. Французькі паспорти використовують стандартний дизайн паспортів членів Європейського союзу. Стандартний паспорт містить 36 сторінок.

### Сторінка ідентифікаційної інформації
Паспорт громадянина Франції включає наступну інформацію:
- Фотографія власника паспорта
- Тип (P)
- Код країни (FRA)
- Номер паспорта
- Прізвище (1)
- Ім'я (2)
- Громадянство (3)
- Дата народження (4)
- Стать (5)
- Місце народження (6)
- Дата видачі (7)
- Термін дії (8)
- Місце видачі (9)
- Підпис власника (10)
- Зріст (12)
- Колір очей (13)
- Місце проживання (15) — сторінка 36

### Мови
Інформаційна сторінка надрукована англійською та французькою мовами.

## Безвізовий режим

### Європа

#### Європа— Шенген
(і Шенген де-факто, наприклад, якщо немає кордонів між країною та Шенгенськими державами)
| Країна            | Умови в'їзду                                                           | Коментарі | Необхідні документи | Доступ без паспорта              |
| ----------------- | ---------------------------------------------------------------------- | --------- | ------------------- | -------------------------------- |
| Андорра           | 3 місяці                                                               | без візи  |                     |                                  |
| Європейський Союз | ‘‘Необмежений доступ’’                                                 | без візи  |                     | Французька ідентифікаційна карта |
| Фарерські острови | 3 місяці                                                               | без візи  |                     |                                  |
| Ісландія          | Необмежений доступ (EEA)                                               | без візи  |                     | Французька ідентифікаційна карта |
| Монако            | Необмежений доступ для громадян Франції карта резидента понад 3 місяці | без візи  |                     | Французька ідентифікаційна карта |
| Норвегія          | Необмежений доступ (EEA)                                               | без візи  |                     | Французька ідентифікаційна карта |
| Сан-Марино        |                                                                        | без візи  |                     | Французька ідентифікаційна карта |
| Ватикан           |                                                                        | без візи  |                     | Французька ідентифікаційна карта |

#### Європа— Євросоюз, не Шенген
| Країна          | Умови в'їзду                  | Коментарі | Необхідні документи | Доступ без паспорта                                                        |
| --------------- | ----------------------------- | --------- | ------------------- | -------------------------------------------------------------------------- |
| Болгарія        | Необмежений доступ (Євросоюз) | без візи  |                     | Французька ідентифікаційна карта                                           |
| Кіпр            | Необмежений доступ (Євросоюз) | без візи  |                     | Французька ідентифікаційна карта                                           |
| Гібралтар       |                               |           |                     | Французька ідентифікаційна карта                                           |
| Ірландія        | Необмежений доступ (Євросоюз) | без візи  |                     | Французька ідентифікаційна карта                                           |
| Румунія         | Необмежений доступ (Євросоюз) | без візи  |                     | Французька ідентифікаційна карта термін закінчення дії паспорта до 5 років |
| Велика Британія | Необмежений доступ (Євросоюз) | без візи  |                     | Французька ідентифікаційна карта                                           |

#### Європа— Інші
| Країна               | Умови в'їзду                                                            | Коментарі                                                   | Необхідні документи                    | Доступ без паспорта              |
| -------------------- | ----------------------------------------------------------------------- | ----------------------------------------------------------- | -------------------------------------- | -------------------------------- |
| Албанія              | 30-добовий період — максимум 90 днів за рік Такса за в'їзд і виїзд € 10 | без візи                                                    |                                        |                                  |
| Вірменія             | 21 день 30 доларів 2 дня 20 доларів                                     | Віза оформляється після прибуття тільки в аеропорту Єревана |                                        |                                  |
| Азербайджан          | 30 днів 40 доларів                                                      | Віза оформляється тільки після приїзду з літаком            | Запр+Ф                                 |                                  |
| Білорусь             | 60/150 доларів                                                          | Віза оформляється після прибуття (тільки в аеропортах)      | L                                      |                                  |
| Боснія і Герцеговина | 3 місяці                                                                | без візи                                                    |                                        |                                  |
| Хорватія             | 90 днів                                                                 | без візи                                                    |                                        | Французька ідентифікаційна карта |
| Грузія               | 90 днів                                                                 | без візи для громадян Європейського союзу                   | паспорт, який діє, принаймні 6 місяців | немає                            |
| Ліхтенштейн          | Необмежений доступ (EEA)                                                | без візи                                                    |                                        | Французька ідентифікаційна карта |
| Північна Македонія   | 3 місяці                                                                | без візи                                                    |                                        | Французька ідентифікаційна карта |
| Молдова              | 90 днів за півроку                                                      |                                                             |                                        |                                  |
| Чорногорія           | 3 місяці                                                                |                                                             |                                        |                                  |
| Сербія               | 3 місяці                                                                | без візи                                                    |                                        |                                  |
| Швейцарія            | Необмежений доступ (не EEA)                                             | без візи                                                    |                                        | Французька ідентифікаційна карта |
| Туреччина            | 3 місяці                                                                | без візи                                                    |                                        | Французька ідентифікаційна карта |
| Україна              | 90 днів                                                                 | без візи                                                    |                                        |                                  |